# Дусоцин
Дусоцин (пол. Dusocin, нім. Schöntal) — село в Польщі, у гміні Ґрудзьондз Ґрудзьондзького повіту Куявсько-Поморського воєводства.
Населення — 391 особа (2011).
У 1975-1998 роках село належало до Торунського воєводства.

## Демографія
Демографічна структура станом на 31 березня 2011 року:
|          | Загалом | Допрацездатний вік | Працездатний вік | Постпрацездатний вік |
| -------- | ------- | ------------------ | ---------------- | -------------------- |
| Чоловіки | 186     | 37                 | 136              | 13                   |
| Жінки    | 205     | 42                 | 130              | 33                   |
| Разом    | 391     | 79                 | 266              | 46                   |